# Onkel Reje
Onkel Reje er en række danske tv-serier for børn og en selvstændig fiktiv figur, som er skabt, spillet og instrueret af Mads Geertsen for DR Ramasjang. Karakteren havde sin debut i Onkel Reje og børnenes brevkasse (2013) og har siden optrådt i flere serier, såsom Onkel Rejes Sørøvershow (2014) og Onkel Reje og galaksens helte (2024) og som artist i det danske cirkus, Cirkus Summarum. Det er henvendt til de 3-6 årige. Udover tv har Onkel Reje også udgivet albums, som indeholder musik fra tv-serierne; Onkel Rejes Heavyband (2019) eller er selvstændige udgivelser; En på Snotten (2022), der modtog positive anmeldelser.
I anledningen af udgivelsen af Onkel Rejes Heavybands debutalbum Onkel Rejes Heavyband blev der afholdt en koncert  den 8. december 2019 i Amager Bio, hvor alle 666 billetter blev udsolgt på en time. Albummet Onkel Rejes Heavyband  modtog positive anmeldelser og fik otte ud af ti point på Heavymetal.dk.
Onkel Reje er en sørøver og opfører sig derefter, hvilket har og kendt (og kritiseret) for sine, til tider, upolitiske udtalelser og grove humør. Dette har sammen med hans grovkornede humor ved flere lejligheder ført til kritik af programmet.
Der er også udkommet et brætspil kaldet Hjælp Onkel Reje Med At Slå Verdens Største Prut med figuren.

## Serier
| Titel                            | Antal sæsoner | Antal afsnit | Tilgængelig       |
| -------------------------------- | ------------- | ------------ | ----------------- |
| Onkel Reje og børnenes brevkasse | 1             | 15           | 31. december 2012 |
| Onkel Rejes Sørøvershow          | 2             | 27           | 25. april 2014    |
| Onkel Rejes Heavyband            | 1             | 12           | 24. december 2018 |
| Onkel Rejes fede sommerferie     | 1             | 12           | 25. juni 2021     |
| Onkel Reje og Galaksens Helte    | 1             | 11           | 5. januar 2024    |

### Medvirkende
- Onkel Reje - Mads Geertsen
- Brille - Brian Lykke
- Dr. John - Brian Lykke
- Mormor - Brian Lykke

## Diskografi
- Onkel Rejes Store Pladehits (2013)
- Onkel Rejes Heavyband (2019)
- En på Snotten (2022)
- Galaktisk folkemusik (2024)

## Hæder
I 2020 modtog tv-serien Onkel Rejes Heavyband "Initiativprisen" ved Årets Steppeulv, og i begrundelsen lød det bl.a. "Med en fiktiv fortælling om et metalband, der drømmer om rigdom og hurtig berømmelse, har vinderen skabt en nyklassiker inden for musik-tv til børn, hvor begejstringen for larm og ild og generel ballade bliver formidlet med samme fandenivoldske vildskab, som netop er det, mange elsker ved metalmusik."
I november 2023 modtog Onkel reje prisen som Årets børnekulturpersonlighed ved Børn i Byen-prisen.
Ved EchoPrisen i 2024 blev Onkel reje nomineret til prisen "Årets klip" med annonceren af, at han vendte tilbage til skærmen.
Ved GAFFA-prisen 2025 modtog albummet Galaktisk folkemusik prisen for Årets danske elektroniske udgivelse.

## Kritik
I 2018 brokkede flere forældre sig over, at Onkel Reje opfordrede til at spise slik i stedet for grøntsager og ikke ville gå i bad, da de mente han var et dårligt forbillede.
I sommeren 2019 optrådte han i Cirkus Summarum med en rocksang, som ifølge generalsekretæren for KLF, Kirke & Medier var satanistisk, og foreningen mente derfor at DR burde stoppe "samarbejdet med Onkel Reje omgående og fjerne ham fra sendefladen på både Ramasjang og DR TV.", og formanden for Indre Mission i Danmark udtalte, at DR generelt bragte opbyggende budskaber og skabte sund dannelse for børn, men ødelægger det "med opfordringen til satandyrkelse – og øvrig uhumsk snak". Den tidligere biskop i Lolland-Falster Stift, Steen Skovsgaard, udtalte man lærer børn "at en pagt med det onde er lig succes, og det er totalt afsporet". Han blev dog forsvaret af DR Ramasjangs programredaktør, Pelle Møller, der sagde at "Onkel Reje er ude på et fuldstændig komisk overdrev. Når han beder publikum om at 'blive satanister', er det sagt med et tydeligt glimt i øjet."

## Sygemelding
I starten af maj 2023 annoncerede Geertsen at han grundet adskillige trusler og chikane fra både enkeltpersoner og grupper, havde valgt at sygemelde sig og aflyse arrangementer og koncerter på ubestemt tid. DR udtalte at DR og Geertsen siden april havde været udsat for koordinerede angreb, chikane og trusler på sociale medier, hvilket havde ført til at DR havde politianmeldt truslerne, hvortil chef for DR Børn & Unge, Morten Skov udtalte "...Vi er vant til at få kritik og klager. Men det her har en anden karakter. Det er grove trusler, chikane og koordineret hetz. Vi har ikke prøvet noget, der har været på niveau med det her...". Det er kommet frem, at en stor del af de personer, der har hetzet og truet Geertsen er grupper af personer, der også er vaccineskeptikere.
I juni 2023 annoncerede Geertsen i en video på DR Minisjang og Ramasjangs sociale medier at han var klar til at vende tilbage som Onkel Reje efter have modtaget terapi og støtte efter sine oplevelser. Onkel Reje optrådte for første gang efter sygemeldingen i Cirkus Summarum i sommeren 2023.